# Bann (comté de Wexford)
Pour les articles homonymes, voir Bann.
La rivière Bann (An Bhanna en irlandais) est une rivière du sud de l'Irlande traversant le comté de Wexford. Cette rivière prend forme dans les Croghan Mountain dans le comté de Wicklow. Près du village d'Hollyfort, la Bann rejoint le Blackwater Stream.

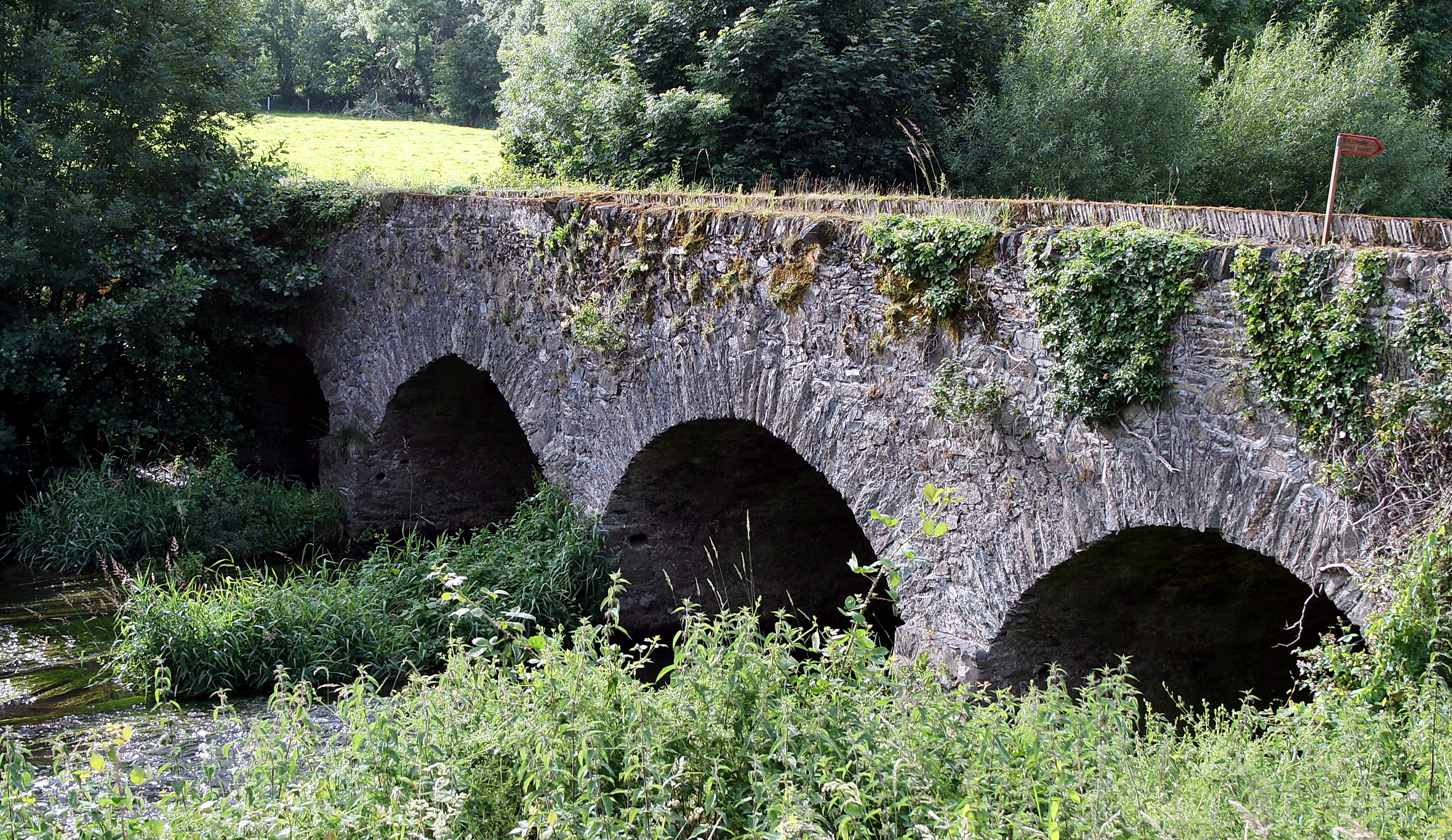
Rivière Bann et le pont Milltown, Ferns